# Elysius rubicundus
Elysius rubicundus är en fjärilsart som beskrevs av De Toulgoët 1981. Elysius rubicundus ingår i släktet Elysius och familjen björnspinnare. Inga underarter finns listade i Catalogue of Life.